# Piccoli equivoci
Piccoli equivoci è un film del 1989 diretto da Ricky Tognazzi, all'esordio nella regia.
È stato presentato nella Quinzaine des Réalisateurs al 42º Festival di Cannes.

## Trama
Paolo è un attore ancora innamorato di Francesca, sua ex compagna, e si aggira nell'appartamento dove si sono amati e separati. Lui è deciso a rimanere lì; ma quando lei, attrice a sua volta, torna a casa, dovranno dividere l'abitazione in compagnia di amici, nuove fiamme e conoscenti.

## Riconoscimenti
- 1990 - David di Donatello
  - Miglior regista esordiente a Ricky Tognazzi
  - Migliore attrice non protagonista a Nancy Brilli
  - Candidatura per la Migliore attrice protagonista a Lina Sastri
  - Candidatura per il Migliore attore protagonista a Sergio Castellitto
  - Candidatura per il Migliore attore non protagonista a Roberto Citran
  - Candidatura per la Migliore canzone originale a Enzo Jannacci e Paolo Jannacci
  - Candidatura per il Miglior sonoro a Remo Ugolinelli
- 1990 - Nastro d'argento
  - Miglior regista esordiente a Ricky Tognazzi
  - Migliore attrice non protagonista a Nancy Brilli
- 1990 - Ciak d'oro
  - Migliore opera prima a Ricky Tognazzi[2]
  - Candidatura a migliore attrice non protagonista a Nancy Brilli
  - Candidatura a migliore sceneggiatura a Claudio Bigagli, Simona Izzo e Ruggero Maccari
  - Candidatura a migliore sonoro in presa diretta a Remo Ugolinelli